# Hrabstwo Lamar (Georgia)

Piramida wieku hrabstwa

Hrabstwo Lamar – hrabstwo w USA, w stanie Georgia. Siedzibą hrabstwa jest Barnesville. Jest jednym z najbardziej wysuniętych na południe hrabstw obszaru metropolitalnego Atlanty. Według spisu w 2020 roku liczy 18,5 tys. mieszkańców, w tym 65,8% stanowiły białe społeczności nielatynoskie. 

## Miejscowości
- Aldora
- Barnesville
- Milner

## Sąsiednie hrabstwa
- Hrabstwo Butts (północny wschód)
- Hrabstwo Monroe (wschód)
- Hrabstwo Upson (południowy zachód)
- Hrabstwo Pike (zachód)
- Hrabstwo Spalding (północny zachód)

## Religia
W 2010 roku pod względem członkostwa do największych denominacji należały: Kongregacjonalny Kościół Metodystyczny (5 tys.) i Południowa Konwencja Baptystyczna (3,6 tys.).

## Polityka
W wyborach prezydenckich w 2020 roku, 70% głosów otrzymał Donald Trump i 29% przypadło dla Joe Bidena. 